# Estació de Centre Miquel Martí i Pol
Centre Miquel Martí i Pol és una estació de la línia T2 de la xarxa del Trambaix situada sobre l'avinguda de Barcelona al barri de Les Planes de Sant Joan Despí i es va inaugurar el 3 d'abril de 2004 amb l'obertura del Trambaix.
S'ubica just davant del centre cultural Miquel Martí i Pol, equipament amb biblioteca, auditori i viver d'empreses. L'estació disposa d'andana central amb vies als laterals.
| Trambaix               |                            |       |                      |                        |
| Procedència/Destinació | <                          | Línia | >                    | Procedència/Destinació |
| Francesc Macià         | La Fontsanta               |       | Llevant - les Planes | Llevant - les Planes   |
| Metro de Barcelona     |                            |       |                      |                        |
| Projectat              |                            |       |                      |                        |
| Sant Feliu             | Estació de Sant Joan Despí |       | Hospital Comarcal    | Trinitat Vella         |